# Caja de Compensación La Araucana
Caja de Compensación La Araucana es una Caja de Compensación de Asignación Familiar fundada en Chile en 1968 por iniciativa de la Cámara de Comercio de Santiago. Es una corporación de derecho privado, sin fines de lucro, cuyo objeto es la administración de prestaciones de seguridad social que tiendan al desarrollo y bienestar de trabajadores dependiente e independientes, pensionados y sus respectivos grupos familiares, protegiéndolos de contingencias sociales y económicas que, en forma temporal, los puedan afectar.
Tiene un directorio bipartito, conformado por representantes de las empresas afiliadas y por trabajadores, representados por dirigentes sindicales de sus empresas afiliadas.
Las cajas de compensación son supervisadas por la Superintendencia de Seguridad Social (SUSESO) y fiscalizadas por la Contraloría General de la República en cuanto a los fondos públicos que administran, y por la Superintendencia de Valores y Seguros (SVS) respecto a los instrumentos financieros de oferta pública que emitiesen para obtener recursos para su fondo social.

## Historia
En 1953 se estableció el concepto de Asignación Familiar y se crearon la Caja de Compensación de Asignación Familiar en Chile por el DFL N° 245 de julio de 1953, como parte integrante del sistema de previsión social chileno.
En 1968 se crea la Caja de Compensación La Araucana, y su ámbito de acción se encuentra circunscrito a la administración de la Asignación Familiar para los trabajadores de sus empresas afiliadas, principalmente miembros de la Cámara de Comercio de Santiago.
El primer gran cambio ocurre en 1974 con el otorgamiento de la facultad de administración del régimen de crédito social a las Cajas, lo que en la actualidad es la principal fuente de financiamiento del sistema, y cuyos excedentes son reinvertidos generando “Dividendo Social”.  Posteriormente a este año, a las Cajas se les concede además las facultades de administración de los subsidios de incapacidad laboral y cesantía, de otras prestaciones previsionales y del régimen de prestaciones adicionales (DFL N°42 del Ministerio del Trabajo y Previsión Social).
Posteriormente, en 1989, el nuevo Estatuto para las Cajas de Compensación (Ley N°18.833) reitera y enfatiza su carácter privado, fijando un marco más competitivo y ampliando sus funciones: consolida la administración por cuenta del Estado del régimen de prestaciones familiares, el subsidio de cesantía y el subsidio de incapacidad laboral. El artículo 19 N.º 8 de la citada ley, promueve un notable desarrollo, especialmente en educación, salud y recreación.
En 1995 se faculta la administración de cuentas de ahorro para la vivienda (Ley N°19.281). Un año después, La Araucana constituye una inmobiliaria como empresa relacionada, cuyo principal objetivo es la construcción de viviendas para entregarlas en arrendamiento con opción de compra.
En 1997 la Ley N°19.539 autoriza a los pensionados de cualquier régimen, salvo excepciones legales, a incorporarse a las CCAF, para lo cual las Cajas establecen programas especiales con beneficios dirigidos al segmento pensionados.
La Ley N°20.233 de 2007 facultó a las entidades empleadoras del sector público (ministerios, intendencias, municipalidades, servicios públicos y empresas creadas por Ley, entre otras) para adherirse a las Cajas de Compensación, incorporándose a los beneficios del sistema.
En 2008 se faculta a las Cajas para otorgar a los afiliados créditos hipotecarios. Asimismo, aumenta el plazo de restitución de los créditos de consumo de cinco a siete años. Finalmente, se consagra el otorgamiento del crédito social para estudios de pregrado y educación superior de hasta 15 años plazo. Al respecto, la Circular N°2.598 de diciembre de 2009 de la Superintendencia de Seguridad Social innova, permitiendo que personas no afiliadas puedan ser codeudores solidarios.
Se realiza la inscripción de La Araucana en el Registro de Valores y en el Registro Especial del año 2009, ambos de la Superintendencia de Valores y Seguros. Lo anterior permite las colocaciones de efectos de comercio y la facultad para otorgar y administrar mutuos hipotecarios endosables. En 2010, 2011 y 2013 La Araucana emitió y colocó bonos corporativos, los que permiten a las Cajas no depender exclusivamente del financiamiento bancario, para posibilitar colocaciones de créditos sociales a tasas más competitivas.
La Araucana ha desarrollado un modelo corporativo para la entrega de soluciones sociales a través de entidades relacionadas (corporaciones y fundaciones, todas ellas sin fines de lucro). Estas consideran colegios, centro de estudios superiores, instituto profesional, centro de formación técnica, universidad, centros médicos y dentales, centros deportivos y recreativos, proyectos de vivienda social y conjuntos habitacionales para empresas, canalización de aportes a proyectos deportivos y culturales a través de ley de donaciones como la Ley Valdés, centros vacacionales y agencia de viajes.
Actualmente, La Araucana es la segunda Caja de Compensación de Chile en número de afiliados, con cerca de un millón y medio de trabajadores y pensionados y un 30% de participación de mercado (Nro. total de afiliados, considerando dependientes, independientes y pensionados) a junio de 2013, de acuerdo a la información proporcionada por la Asociación Gremial de Cajas de Compensación.